# Расих, Атилла
Атилла Расих (тат. Атилла Расих), настоящее имя — Атилла Кадирович Расулев (тат. Атилла Кадыйр улы Рәсүлев; 1916—1996) — советский татарский писатель. С 1946 года — член Союза писателей СССР.

## Биография
Атилла Кадырович Расулев родился 3 (16) сентября 1916 года в г. Троицк, ныне Челябинской области в интеллигентной семье. Мать — Зайтуна Мавлюдова, дочь богатого купца из Чистополя. В юности была знакома с Фатихом Амирханом и Габдуллой Тукаем. К 125-летнему юбилею Тукая в театрах Казани вышли две постановки, посвящённые Зайтуне Мавлюдовой: музыкальная драма композитора Эльвиры Галимовой «Зәйтүнәкәй» по пьесе Рабита Батуллы и опера «Любовь поэта». Отец — Габделькадыр Расулев — сын известного в Троицке мусульманского религиозного деятеля Зайнуллы Расулева.
Начальное образование получает в татарской школе в Троицке. В 1929 году семья переезжает в Казань. В 1931 году Атилла оканчивает 7-летнюю школу и поступает в ФЗО при Химкомбинате имени Мулланура Вахитова. Посещает литературный кружок «Вахитовче» при комбинате.
Первый рассказ публикуется в московском журнале «Октябрь баласы», рецензентом статьи стал Муса Джалиль. В 1935 году публикует рассказ «У кассы» под псевдонимом А. Расих.
В 1934 году поступил и в 1938 году окончил Казанский ветеринарный институт. Работает по распределению в Дагестане, затем — в Татнаркомземе специалистом-зоотехником.
Участник Великой Отечественной войны. После демобилизации в 1945 году в звании капитана возвращается в Казань, поступает в аспирантуру при Казанском ветеринарном институте. Защищает диссертацию и длительное время работает в вузе в звании доцента.

## Творчество
До войны публикует преимущественно юмористические рассказы. В 1947 опубликовал сборник «Военные рассказы». Роман «Мой друг Мансур» (1955, рус. пер. 1973) повествует об одной из строек 1-й пятилетки. В 1963 опубликовал роман «Весенние голоса» — о колхозной деревне, в 1965 — роман о жизни учёных «Когда расходятся пути» (русском переводе 1968). Историко-революционной тематике посвящены романы «Ямашев» (о жизни революционера Хусаина Ямашева, 1967) и «Путь героев» (1972).

## Произведения
- Расих, А. Ишан оныгы : Елларны чигерсәм (автобиогр. трилогия) : роман-истәлек / Аттила Расих. — Казан: Татар. кит. нәшр., 1996. — 256 б.

## Звания и награды
- орден Отечественной войны 2-й степени (11.03.1985)
- орден Трудового Красного Знамени (1976)
- орден Дружбы народов (15.09.1986)
- орден «Знак Почёта» (28.10.1967)
- медали
- Государственная премия Татарской АССР имени Габдуллы Тукая (1981)